# Aldo Campatelli
Aldo Campatelli (né le 7 avril 1919 à Milan et mort le 3 juin 1984) était un footballeur italien, dont la carrière, commencée dans les années 1930 à l'Inter Milan s'acheva dans les années 1950 au Bologne FC. Il devint entraîneur à l'issue de celle-ci.

## Biographie
En tant que milieu de terrain, Aldo Campatelli fut sept fois international italien (1939-1950) pour aucun but marqué.
Il participa à la Coupe du monde de football de 1950, au Brésil. L'Italie dans le groupe C, composé de la Suède et du Paraguay. Il fut titulaire contre la Suède, mais il ne joua pas contre le Paraguay. En plus de ne jouer qu'un match sur deux, l'Italie est éliminée au premier tour.
Il remporta deux fois le championnat Serie A et une coupe d'Italie avec l'Inter Milan.
En tant qu'entraîneur (Bologne FC, Inter Milan, LR Vicenza (it) et Genoa CFC), il ne remporta qu'un championnat Serie B en 1955 avec Vicenza.

## Clubs

### En tant que joueur
- 1936-1950 : Inter Milan
- 1950-1953 : Bologne FC

### En tant qu'entraîneur
- 1954-1955 : LR Vicenza (it)
- 1955-1956 : Inter Milan
- 1956-1957 : Bologne FC
- 1958-1960 : Inter Milan
- 1965-1966 : LR Vicenza (it)
- 1967-1969 : Genoa CFC

## Palmarès

### En tant que joueur
- Championnat d'Italie de football
  - Champion en 1938 et en 1940
  - Vice-champion en 1941 et en 1949
- Coupe d'Italie de football
  - Vainqueur en 1939

### En tant qu'entraîneur
- Championnat d'Italie de football Serie B
  - Champion en 1955
- Coupe d'Italie de football
  - Finaliste en 1959